# Jaje (hrana)
Jaje ima široku primjenu u kulinarstvu, zbog svoje velike hranjive vrijednosti kao i zbog velikog broja raznovrsnih jela, koja se mogu pripremiti od njih. Veliki sadržaj bjelančevina i kolina, jaja svrstava u istu kategoriju kao i meso unutar piramide prehrane.
Masovna proizvodnja kokošjih jaja je važna poljoprivredna grana. U 2009. godini u svijetu je proizvedeno oko 62,1 milijuna metričkih tona jaja, od oko 6,4 milijardi kokoši.
Pored kokošjih jaja za prehranu se koriste jaja gusaka, pataka, pura i prepelica, ali u mnogo manjoj mjeri.

## Jela od jaja
Jaja su, uz meso i ribu, jedna od osnovnih namirnica bogata bjelančevinama. Jaja mogu biti izbor za sve obroke u danu, a mogućnost njihove pripreme je vrlo široka.
Neka od jela od jaja su:
- kuhana jaja
- jaje na oko
- omlet
- kajgana
- fritaja
- punjena jaja
- poširana jaja
- španjolski omlet
- pita od jaja (jajuša)
- umak od jaja
- jaja u marinadi

## Označavanje jaja
Prema načinu uzgoja, jaja se označavaju:
- 0 - jaja iz ekološkog uzgoja
- 1 - jaja iz slobodnog uzgoja
- 2 - jaja iz štalskog (podnog) uzgoja
- 3 - jaja iz kaveznog (baterijskog) uzgoja

Prema kakvoći jaja su:
- A klasa-ekstra i A klasa  (svježa jaja) ili
- B klase (jaja namijenjena za preradu)[2][3]
- Industrijska jaja (nepodobna za prehranu ljudi ili preradu u prehrambenoj industriji)- sirovina za pripremu cjepiva, pripremu podloga za rast mikroorganizama, izdvajanje lizozima (konzervans), izdvajanje lecitina (emulgator), pripremu hrane za životinje

Po veličini jaja se razvrstavaju u 4 klase/razreda:
- P - patakunska (teža od 600 g)[4]
- XL - vrlo velika (teža od 73 g)
- L - velika (63 - 73 g)
- M - srednja (53 - 63 g)
- S - mala (lakša od 53 g)

## Proizvodi od jaja
- tekući
- koncentrirani
- dehidratizirani (u prahu)
- kristalizirani
- zamrznuti
- koagulirani proizvodi